# Bernard Childs

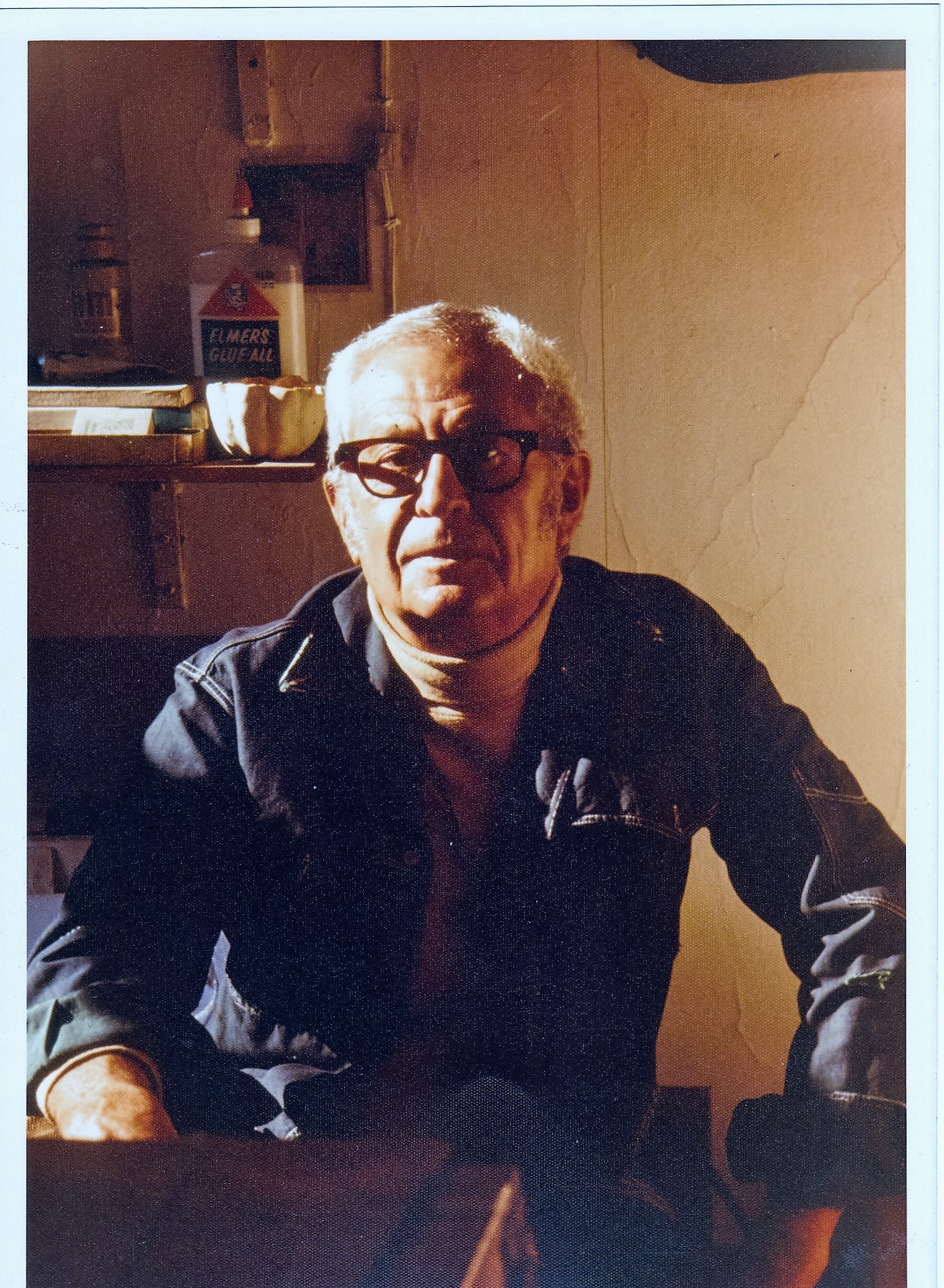
Bernard Childs

Bernard Childs (* 1. September 1910 in Brooklyn, New York City, New York; † 27. März 1985 in New York City, New York) war ein US-amerikanischer Maler und Grafiker. Er gehörte zu den bedeutenden Vertretern des Abstrakten Expressionismus.
Bernard Childs wurde als Sohn russischer Einwanderer 1910 in Brooklyn/New York, geboren. Er wuchs in Harrisburg in Pennsylvania auf und studierte dort von 1928 bis 1930 an der University of Pennsylvania. Im Jahr 1930 zog er nach New York und musste sich seinen Lebensunterhalt mit Gelegenheitsarbeiten und Hilfsjobs verdienen. Abends besuchte er die Art Students League und nahm Zeichenunterricht bei Kimon Nicolaides. Childs musste seine künstlerische Tätigkeit zwischenzeitlich aufgeben, als er sie nicht mehr finanzieren konnte.
Im Zweiten Weltkrieg begann er während seiner Militärzeit wieder zu zeichnen. Nach dem Ende des Krieges nahm er ab 1947 wieder künstlerischen Unterricht, diesmal bei Amédée Ozenfant in New York. In den 1950er und 1960er Jahren unternahm Bernard Childs zahlreiche Studienreisen und hielt sich für längere Zeit in Frankreich, Italien und Japan auf. Ende der 1950er Jahre lebte er in Paris, von 1966 bis 1977 abwechselnd in Paris und New York.
Bernard Childs hat ein umfangreiches Gesamtwerk hinterlassen. Zu seinen Arbeiten zählen zahlreiche Gemälde und Grafiken. Sein Stil ist dabei sehr vielschichtig. In den 50er Jahren entwickelte er eine eigene abstrakte Stilistik in seinen Bildern. Er verwendete Zeichen und Symbole und arbeitete mit Methoden des surrealistischen Automatismus. Ab Mitte der 1950er Jahre arbeitete er verstärkt mit Druckgrafik. Seine Arbeiten ernteten internationale Aufmerksamkeit und Anerkennung. Im Jahr 1959 war er Teilnehmer der documenta 2 in Kassel in der Abteilung Grafik.
In den 1960er Jahren malte Childs Porträts im expressionistischen Stil. Nach einer Studienreise nach Japan begann er mit verschiedenen Materialien zu experimentieren und diese in seine Malerei einzuarbeiten. Er verwendete unter anderem Sand, Siliciumcarbid und Ziegelmehl, das er unter die Ölfarbe mischte. Er malte düstere Gemälde mit politischem Inhalt, zum Beispiel zum Holocaust oder zu einem drohenden Atomkrieg. Ab Mitte der 1960er Jahre wurde seine Malerei farbiger und fröhlicher. Er thematisierte Liebe und Sexualität, später noch beschäftigte er sich mit Licht und Lichtführung und arbeitete mit transparenten Platten aus Acryl.